# I’m Not Sayin’
«I’m Not Sayin'» — песня, написанная Гордоном Лайтфутом. Была записана в декабре 1964 года и выпущена на сингле в качестве а-сайда в следующем году, а также на его дебютном альбоме 1966 года Lightfoot!. В тексте подробно описывается обещание певца: не то, что он обязательно может любить человека или быть верным человеку, а только то, что он может попытаться сделать это. В декабре 1965 года сингл достиг 12 строчки в Канаде.
В конце мая 1965 года Нико записала версию песни, выпущенную на лейбле Immediate Records. Стилистически она напоминает творчество Марианны Фейтфулл. Сингл имел ограниченный успех. В этой версии песни на 12-струнной гитаре играет Джимми Пейдж, бывший в то время студийным музыкантом. Версия Нико была спродюсирована им же, а промо-фильм снимался в Уэст Индиа Докс, в Лондоне.
Другими исполнителями, записавшие эту песню были Джеймс Букер, Тёрли Ричардс, Ian Campbell Folk Group и The Replacements.
На платиновом сборнике Лайтфута 1975 года Gord's Gold песня появляется в виде перезаписанного попурри с «Ribbon of Darkness». Его концертный альбом 1969 года Sunday Concert также включает попурри из двух песен.
Версия Нико была одной из выбранных бывшим фронтменом Smiths Моррисси на Desert Island Discs во время радиопередачи 29 ноября 2009 года на BBC Radio Four.
Воссоединившиеся The Replacements записали версию песни для своего релиза 2013 года, Songs for Slim, в поддержку их бывшего гитариста Слима Данлэпа.